# Florian Houdart
Florian Houdart est un écrivain belge né en 1987 à Soignies, auteur de Black-out, de La Petite Femme aux cigarettes et de Correspondances. Aux frontières du réalisme social et des littératures de l'imaginaire, sa prose utilise les référents de la science-fiction et du fantastique comme métaphores visant à dénoncer la condition absurde de l'homme moderne, imposée par la société marchande.

## Biographie
Son goût pour l'écriture s'est affirmé très jeune. 
En 2005, il est distingué par la Maison de la Francité pour sa nouvelle L'ineffable. 
En 2009, il sort "Black-out" son premier roman influencé par le surréalisme, l'anticipation, ses études de sciences sociales et ses origines ouvrières. La presse locale  ainsi que le syndicat socialiste CGSP font une chronique du livre qui est accueilli positivement . La même année, sa nouvelle "Six heures" arrive en demi-finale du Prix du jeune écrivain francophone.  
En 2011, il collabore au magazine SFR Player et est finaliste du Prix Gros Sel avec son deuxième roman, la Petite femme aux cigarettes, sorti la même année. 
Depuis 2012, il rencontre l'équipe du journal artistique et satirique hennuyer "El Batia Mourt Soû"  et devient l'une de ses plumes. La même année, il est l'un des parrains du concours de nouvelles ATH 2030 sur le développement durable.
Florian Houdart s'adonne également au slam depuis 2009. Qualifié en 2010 pour représenter la scène montoise au Grand Slam National de Bobigny, il s'écarte de ce milieu qu'il considère comme étant enfermé dans ses routines et éloigné de ses intentions premières. (Donner la parole à chacun et développer l'attrait pour la poésie dans les milieux populaires.) Aimant toujours jouer avec la mélodie des mots, il préfère alors devenir le parolier de différents projets amateurs.
Actif socialement, il a milité contre la fermeture des petits bureaux de Poste et avait fondé une coopérative de soutien scolaire.
Le 1er décembre 2012, il inaugure à Mons l'ASBL le Coin aux étoiles , dans un ancien petit restaurant tunisien qu'il a acheté afin de s'y établir et de développer dans la salle un projet culturel porté par des amis artistes. L'essence du projet consiste à offrir à tout artiste, peu importe son domaine et sa renommée, un espace d'expression, de création et de promotion. À ce jour, ce lieu alternatif a organisé plusieurs dizaines d'événements dont des concerts, des débats littéraires, du théâtre, des expositions... Le lieu se veut également un pied de nez à la culture officielle, notamment au projet de Mons 2015, accusé d'être le projet coûteux d'une élite qui ne met pas assez en avant les artistes locaux.    
En 2015 sort le recueil de textes "MONStre 2015 : les conditions de vie des artistes", première publication du Coin aux étoiles qui fait suite à un concours sur le même thème.     
Au cours de cette année, Florian Houdart renforce également sa collaboration avec la presse satirique en devenant contributeur de Même Pas Peur, nouveau titre qui fait suite aux attentats de Charlie Hebdo et qui se veut de gauche et à vocation nationale. Le 28 mai, il participe d'ailleurs au débat organisé par Picardie Laïque, initialement interdit par la police fédérale et qui voit se confronter différents représentants de la société civile.    
La même année, sa nouvelle "Désintégration" est lauréate d'un concours de textes organisé par les Editions du Basson et est publiée avec un quinze autres dans un recueil.         

## Romans parus
- Black-out aux éditions Chloé des Lys - 2009
- Le Petite Femme aux Cigarettes aux éditions Chloé des Lys - 2011
- Correspondances aux éditions  Chloé des Lys - 2014
- De la Sambre à l'Escaut, chemins de traverse, recueil collectif aux éditions Chloé des Lys- 2014
- MONStre 2015 : les conditions de vie des artistes, recueil collectif aux éditions Chloé des Lys- 2015
- Désobéissances, recueil collectif aux éditions du Basson- 2015